# Tommaso Maria Ghilini

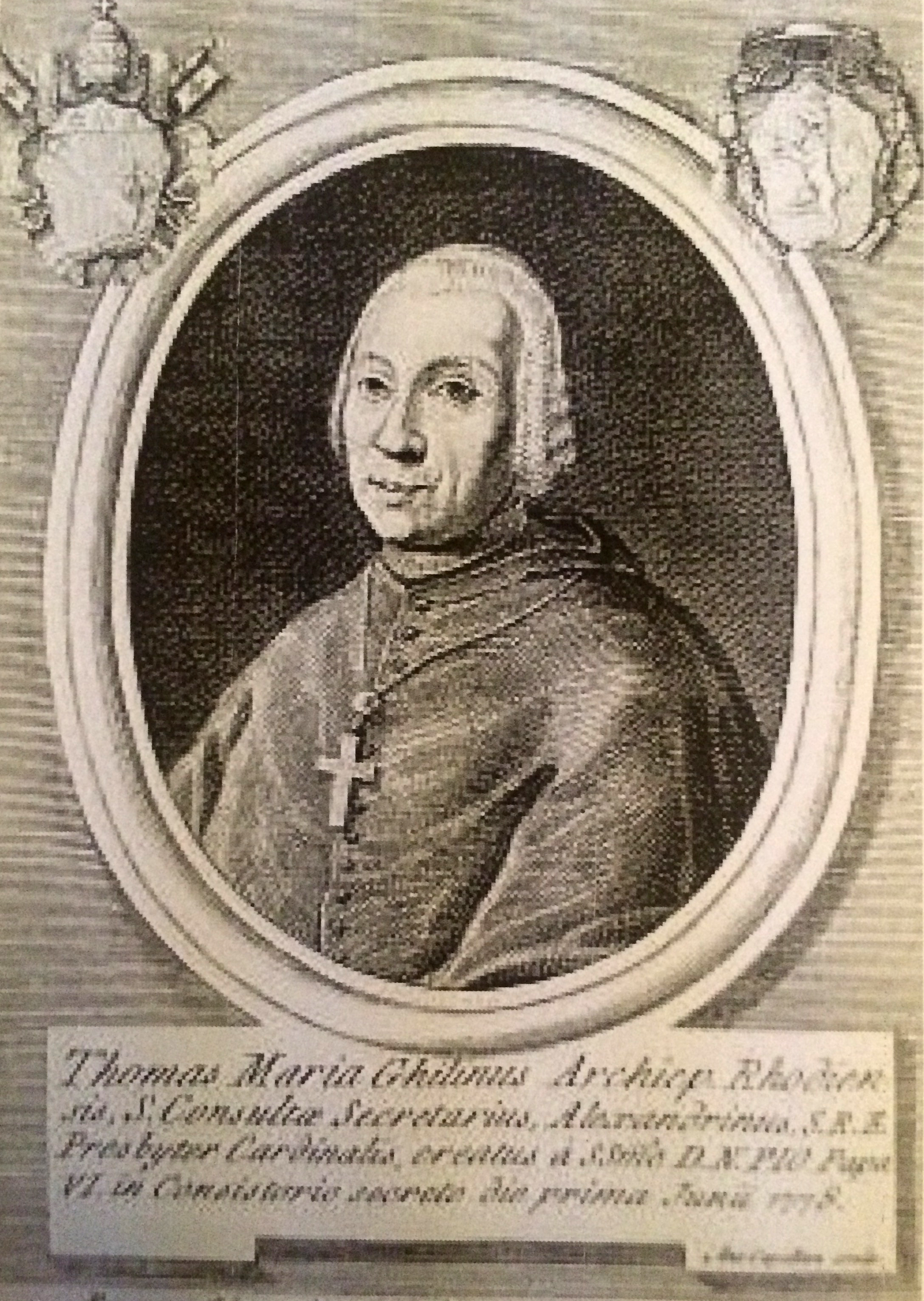
Tommaso Maria Kardinal Ghilini

Kardinalswappen Ghilinis (moderne Nachzeichnung)

Tommaso Maria Ghilini (* 5. August 1718 in Alessandria; † 3. April 1787 in Turin) war ein italienischer Kardinal der Römischen Kirche.

## Leben

### Herkunft und frühe Jahre
Ghilini entstammte einer alessandrinischen Adelsfamilie, die einen Sitz im Senat der Stadt innehatte. Er war das jüngste von sechs Kindern des Marchese Tommaso Ghilini und dessen Ehefrau Francesca Botta-Adorno, einer Adeligen aus Pavia. Er studierte zunächst am Collegio Clementino in Rom, später an der Universität Turin, wo er am 8. Juni 1740 zum Doctor iuris utriusque promoviert wurde. Ab 1745 besuchte er die Päpstliche Akademie für den kirchlichen Adel, wo er Diplomatie studierte. Bereits im Jahr 1724 wurde er für den Ritterorden vom Heiligen Johannes von Jerusalem bestimmt und wurde als Achtjähriger am 3. Juli 1727 durch die Tonsur in den Klerikerstand aufgenommen. Wie sein Vater vor ihm, diente Tommaso Maria Ghilini als gentiluomo di camera am Hof des Königs von Savoyen, Viktor Amadeus II., und dessen Nachfolger Karl Emanuel II. Später ging er nach Rom und praktizierte zwei Jahre die Rechte, bevor er in den Dienst der Kurie trat. Am 8. Juni 1747 wurde er Referendar an den Gerichtshöfen der Apostolischen Signatur. Nach weiteren Stationen in der Verwaltung des Kirchenstaates wurde Ghilini im Mai 1754 Relator der Sacra Consulta. Am 22. Dezember 1759 empfing er die Diakonen- und am 22. März des folgenden Jahres die Priesterweihe.

### Kurienbischof
Tommaso Maria Ghilini wurde am 18. Juli 1763 zum Titularerzbischof von Rhodus erhoben. Die Bischofsweihe spendete ihm am 24. Juli 1763 in Rom Papst Clemens XIII. persönlich; Mitkonsekratoren waren die Kurienerzbischöfe Giovanni Ottavio Bufalini, Apostolischer Nuntius in der Schweiz, und Giovanni Carlo Boschi. Ghilini war von 1763 bis 1775 Nuntius in den Österreichischen Niederlanden. Der Nuntiatur waren die päpstlichen Missionen in den Niederlanden, England, Irland und Schottland unterstellt. Nachdem Pius VI. ihn nach Rom zurückgerufen hatte, wurde Tommaso Maria Ghilini im November 1775 Sekretär der Consulta, diese Position hatte er bis zu seiner Erhebung zum Kardinal inne.

### Kardinalat
Im Konsistorium vom 1. Juni 1778 nahm Papst Pius VI. ihn als Kardinalpriester in das Kardinalskollegium auf. Den roten Hut erhielt Tommaso Maria Ghilini am 4. Juni 1778, als Titelkirche wurde ihm am 20. Juli desselben Jahres San Callisto zuerkannt. Er war Mitglied der Kongregation Propaganda Fide, der Kongregation für die Bischöfe und Regularen, der Konsistorialkongregation sowie der Kongregation für Ablässe und die heiligen Reliquien. Im Dezember 1779 wurde er Kardinalprotektor der Maroniten. Am 17. Februar 1783 wechselte er zur Titelkirche Santa Maria sopra Minerva. Sein Testament errichtete er im Januar 1787 in Turin.
Tommaso Maria Ghilini starb am 3. April 1787 im Minoritenkonvent in Turin nach einem Schlaganfall.